# 오웬스 코닝
오웬스 코닝(영어: Owens Cornings 오언스 코닝[*])은 미국 오하이오주에 본사를 둔 다국적 기업이다. 1935년 미국의 두 주요 유리제조사였던 Corning Glass Works와 Owens-Illinois의 합작법인으로 최초 설립 된, Owens-Corning Fiberglass Company이 기업의 모태로, 단열재, 지붕재 및 유리섬유 복합소재를 제조 판매한다. 이 회사는 전 세계 37개국에 약 19,000명의 직원이 근무하고 있다.. 오웬스코닝은 포춘 선정 500대 기업이다. 대한민국에는 1999년 한국오웬스코닝(주), 2005년 오웬스코닝비엠코리아(유)를 각 설립하여 유리섬유 및 복합소재, 지붕용 건축자재 등을 제조, 수출, 판매하고 있다.

## 연혁

### 1935-1980
1935년 Owens-Illinois사와 Corning Glass Works의 합병으로 오웬스-코닝 화이버글래스 (Owens-Corning Fiberglass Company) 설립.
1938년 미국 오하이오주 털리도에 본사를 설립,
1952년 뉴욕 New York Stock Exchange 상장
1955년 오하이오주 그랜빌 (Granville, Ohio)에 리서치 및 실험시설을 위한 부지를 매입, 포춘지 Fortune 500 선정 500대 기업에 최초로 선정되며, 그 후로, 매년 Fortune 500 기업 리스트 등재 기업으로 선정 됨
1965년 오웬스-코닝 화이버글라스 유럽 지사 설립
1965년 오웬스-코닝은 유리섬유강화 차량용 타이어 개발을 위해, Armstrong Rubber Co. 사와 함께 파트너십을 체결.
1974년 Trans-Alaska Pipeline System 프로젝트용 단열재 생산을 위해, 임시 생산 기지 설립
1977년 오웬스-코닝은 Frye Roofing 을 인수, 기존 오가닉 심재를 대체하는 유리섬유강화 심재 지붕재 생산 시작
1978년 두명의 조선소 근로자가 오웬스코닝 포함, 14개 석면 관련 제품 제조사에 대한 집단 소송을 제기
1980년 오웬스코닝사는 당시 United Artists 사의 만화 캐릭터, 핑크팬더 Pink Panther를 회사의 PINK 화이버글래스 단열재 마케팅을 위해 마스코트로 사용 시작

### 1981-현재

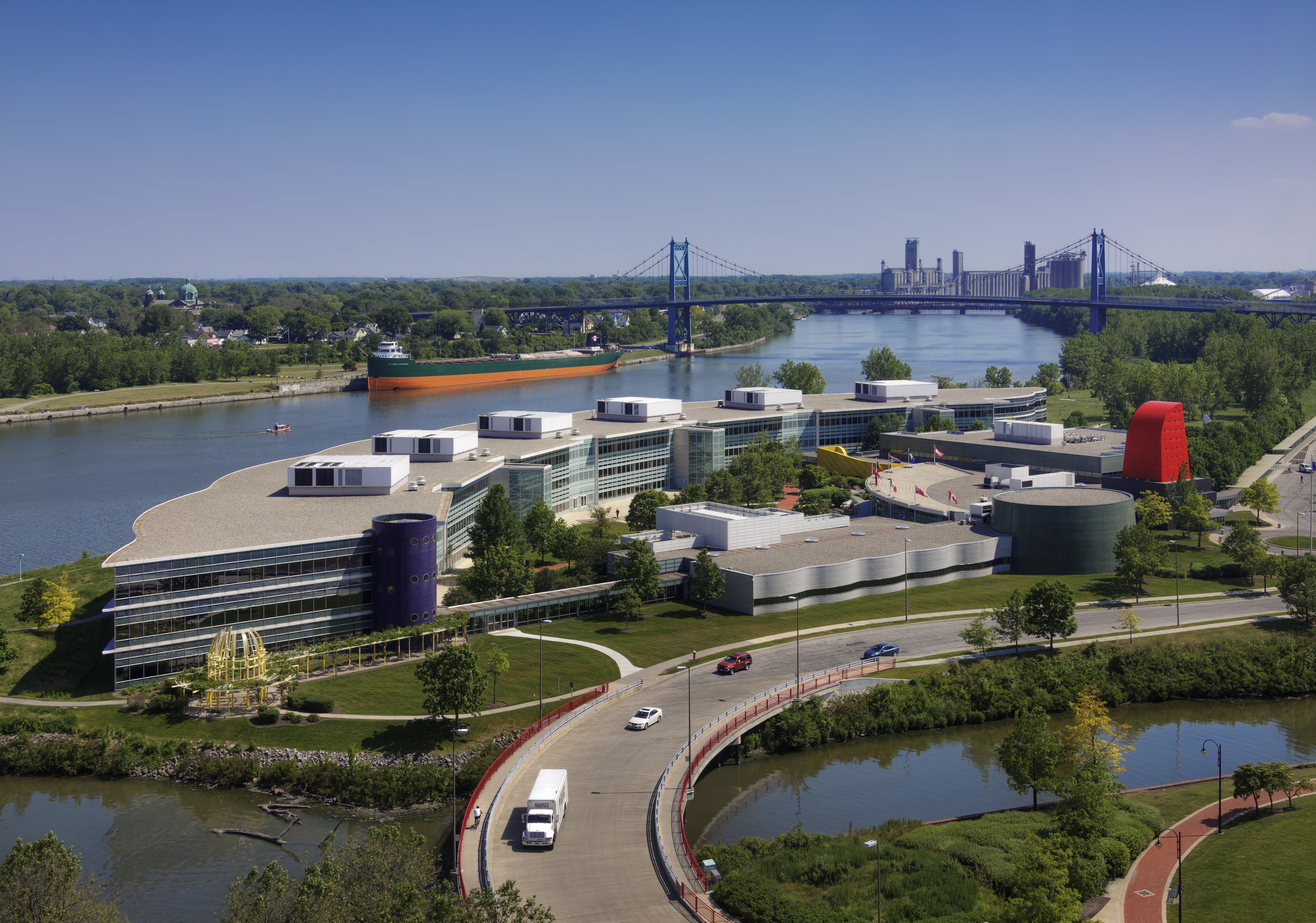
오웬스 코닝 본사

1985년 오웬스코닝은 캘리포니아주 뉴포트 비치에 위치한 Aerospace and Strategic Metals Group을 $4.15억불에 인수한다.
1986년 색상명 PINK를 상표 등록하며, 세계 최초로 색상명을 상표등록하는 회사
1993년 오웬스코닝은 아시아 패시픽 지사를 설립
1994년 포뮬러 폴리스티렌 단열재 제조사인 UC Industries을 자회사로 인수
1997년 사명을 지금의 Owens Corning (오웬스코닝)으로 변경
1997년 비닐 사이딩 및 산업자재 제조사인 Fiberboard Corporation를 오웬스코닝 자회사로 인수
2000년 파산보호 Chapter 11 신청
2002년 뉴욕증권거래소 상장 폐지
2006년 뉴욕증권 거래소에 'OC'로 재상장
2007년 오웬스코닝은 프랑스 Saint-Gobain사와 함께 OCV Reinforcements 합작사 설립 발표
2011년 오웬스코닝은 DuPont사와 함께, 경주용 차량의 레이스 트랙 주변에 설치하는 충격완화 장치 (steel and foam energy reduction (SAFER) barrier)을 개발
2016년 지붕용 신세틱 방수시트 및 포장재 제조사인 INTERWRAP 인수
2017년 미네랄울 단열재 회사인 PAROC 인수
2019년 브라이언 D. 챔버스 신임 CEO 임명

## 생산 공장

### 복합소재(28)
- Anderson, South Carolina
- Jackson, Tennessee
- Amarillo, Texas
- Rio Claro, Brazil
- Yuhang, China
- Chambery, France
- L’Ardoise, France
- Taloja, India
- Besana, Italy
- Kimchon, South Korea
- Tlaxcala, Mexico
- Gous, Russia
- Guelph, Canada
- San Vicente de Castellet, España
- Liversedge, UK

### 단열재 (31)
- Delmar, NY[23]
- Santa Clara, CA
- Waxahachie, TX
- Kansas City, KS
- Newark, OH
- Fairburn, GA
- Wabash, IN
- Edmonton, AB
- Trzemeszno, Poland

### 지붕재 (30)
- Aiken, South Carolina
- Atlanta, Georgia
- Compton, California
- Denver, Colorado
- Irving, Texas
- Jacksonville, Florida
- Kearny, New Jersey
- Medina, Ohio
- Portland, Oregon
- Savannah, Georgia
- Summit, Illinois
- Memphis, Tennessee
- Asan, South Korea
- Qingdao, China
- Silvassa, India